# Wróblik Szlachecki (gromada)
Wróblik Szlachecki – dawna gromada, czyli najmniejsza jednostka podziału terytorialnego Polskiej Rzeczypospolitej Ludowej w latach 1954–1972.
Gromady, z gromadzkimi radami narodowymi (GRN) jako organami władzy najniższego stopnia na wsi, funkcjonowały od reformy reorganizującej administrację wiejską przeprowadzonej jesienią 1954 do momentu ich zniesienia z dniem 1 stycznia 1973, tym samym wypierając organizację gminną w latach 1954–1972.
Gromadę Wróblik Szlachecki z siedzibą GRN we Wróbliku Szlacheckim utworzono – jako jedną z 8759 gromad na obszarze Polski – w powiecie sanockim w woj. rzeszowskim na mocy uchwały nr 33/54 WRN w Rzeszowie z dnia 5 października 1954. W skład jednostki weszły obszary dotychczasowych gromad Wróblik Szlachecki, Bzianka i Milcza wraz z przysiółkiem Zmysłówka z dotychczasowej gromady Ladzin ze zniesionej gminy Rymanów w powiecie sanockim oraz obszar dotychczasowej gromady Wróblik Królewski ze zniesionej gminy Miejsce Piastowe w powiecie krośnieńskim w tymże województwie. Dla gromady ustalono 26 członków gromadzkiej rady narodowej.
W 1971 roku gromada Wróblik Szlachecki liczyła 2930 mieszkańców, zamieszkujących miejscowości: Bzianka (607), Milcza (851), Wróblik Królewski (720) i Wróblik Szlachecki (752).
1 listopada 1972, w związku ze zniesieniem powiatu sanockiego, gromadę włączono do powiatu krośnieńskiego w tymże województwie.
Gromada przetrwała do końca 1972 roku, czyli do kolejnej reformy gminnej.